# 譚淑瑩
譚淑瑩（英語：Anita Tam Shuk Ying，1967年3月7日—），香港無綫電視綠葉演員，為藝人譚炳文之女兒。

## 背景
譚淑瑩早年在香港島成長，中二之前就讀聖公會鄧肇堅中學，後來隨家人移民加拿大溫哥華生活。她本身任職航空公司內部工作，偶爾以特約演員形式參演無綫電視劇集，亦會與父親登臺唱歌，直至2020年因受新冠病毒疫情影響工作量所以考慮轉爲全職藝人，其後正式簽約無綫爲合約藝人。

## 演出

### 電視劇
- 缺乏部份特約演員及角色演出

| 首播       | 劇名                              | 角色                    |
| 無綫電視   |                                   |                         |
| 2017年至今 | 愛·回家之開心速遞（缺乏部分角色） | 林師奶（第131集）       |
| 2017年至今 | 愛·回家之開心速遞（缺乏部分角色） | 清潔工（第586、587集）  |
| 2017年至今 | 愛·回家之開心速遞（缺乏部分角色） | Theresa（第664集）      |
| 2017年至今 | 愛·回家之開心速遞（缺乏部分角色） | 燒味店老闆娘（第847集） |
| 2017年至今 | 愛·回家之開心速遞（缺乏部分角色） | 琴朋友（第872集）       |
| 2017年至今 | 愛·回家之開心速遞（缺乏部分角色） | 侍 應（第991集）        |
| 2017年至今 | 愛·回家之開心速遞（缺乏部分角色） | 洪師奶（第1111集）      |
| 2017年至今 | 愛·回家之開心速遞（缺乏部分角色） | 哥師奶（第1221集）      |
| 2017年至今 | 愛·回家之開心速遞（缺乏部分角色） | Coco（第1346集）        |
| 2017年至今 | 愛·回家之開心速遞（缺乏部分角色） | 食客（第1696集）        |
| 2017年     | 溏心風暴3                         | Simon太太（第1集）      |
| 2019年     | 十二傳說                          | 校 長（第5集）          |
| 2019年     | 她她她的少女時代                  | Jenny（第3、5集）       |
| 2019年     | 牛下女高音                        | 女客人（第7集）         |
| 2020年     | 黃金有罪                          | 宴 客（第24集）         |
| 2020年     | 降魔的2.0                         | 按摩師（第18集）        |
| 2020年     | 愛美麗狂想曲（myTV Gold首播）     |                         |
| 2021年     | 陀槍師姐2021                      | 鄰 居（第8集）          |
| 2021年     | 寶寶大過天                        | 舞 女                   |
| 2021年     | 把關者們                          | 蓉 姐                   |
| 2021年     | 我家無難事                        | 趙姑娘                  |
| 2022年     | 鐵拳英雄                          | 母 親                   |
| 2022年     | 雙生陌生人                        | 嘉 賓                   |
| 2022年     | 回歸光影頌: 曙光                  | 街 坊                   |
| 2022年     | 回歸                              | 街 坊                   |
| 2022年     | 痞子殿下                          | 六 絕                   |
| 2022年     | 美麗戰場                          | 潑糞瘋婦                |
| 2022年     | 下流上車族                        | 街 坊                   |
| 2022年     | 輕·功                             | 記 者                   |
| 2023年     | 黃金萬両                          | 婦 人                   |
| 2023年     | 法言人                            | 孫太                    |
| 2023年     | 靈戲逼人                          | 洪碧心                  |
| 2024年     | 逆天奇案2                         |                         |
| 2024年     | 反黑英雄                          | 林太                    |
| 2025年     | 奪命提示                          | 勝家傭                  |
| 邵氏兄弟   |                                   |                         |
| 2022年     | 飛虎之壯志英雄                    | 陳 太（第17集）         |

### 綜藝節目
| 首播   | 節目名       | 性質                       |
| 2020年 | 流行經典50年 | 嘉賓，與父親合唱《念親恩》 |

## 外部連結
- 譚淑瑩的Facebook專頁
- 譚淑瑩在tvb.com的資料